# Wolfgang Bischof
Wolfgang Bischof (Freising, 6 de novembro de 1960) é bispo auxiliar em Munique e Freising.

## Vida
Wolfgang Bischof nasceu filho de um açougueiro em Freising e cresceu em Munique em 1967. Lá, ele frequentou a escola secundária e depois a Romano-Guardini-Fachoberschule, onde passou pelo Fachabitur. Após estudos básicos em educação religiosa e educação eclesiástica da Universidade Católica, Departamento de Munique, estudou filosofia e teologia católica (1981-1987) na Universidade de Munique e na Universidade de Innsbruck.
Em 2 de julho de 1988, foi ordenado padre por Friedrich Cardeal Wetter, na Catedral de Freising, e foi incardinado no clero da Arquidiocese de Munique e Freising. Posteriormente, até 1991, foi capelão na paróquia de Miesbach e de 1991 a 1993 na associação paroquial de Holzkirchen. Depois, serviu até 2008 como pastor da paróquia de São João Batista em Gröbenzell e desde 1998, simultaneamente, decano da reitoria de Fuerstenfeldbruck. Em 2004, o Cardeal Wetter o nomeou para o Conselho Espiritual e em 26 de outubro de 2006 o Papa Bento XVI lhe concedeu o título honorário de capelão de Sua Santidade (Monsenhor).
Em setembro de 2008, o arcebispo Reinhard Marx nomeou Monsenhor Bischof como pároco regional para a região pastoral norte da Arquidiocese. Entre outras coisas, ele deu seguimento ao projeto "Dando um Futuro à Fé", iniciado pelo Arcebispo Marx, visando reorientação espiritual e reestruturação da Arquidiocese. Desde setembro de 2009, Bischof liderou esse projeto ao nível diocesano. Desde 2008, também era Vigário da Catedral de Munique e do Capítulo Metropolitano.

## Episcopado
O Papa Bento XVI, em 5 de janeiro de 2010, nomeou Wolfgang Bischof como Bispo Titular de Nebbi e bispo auxiliar em Munique e Freising. A ordenação episcopal foi dada por seu arcebispo, Reinhard Marx, a 28 de fevereiro de 2010, na Catedral de Munique; os principais co-consagradores foram Friedrich Cardeal Wetter e o bispo auxiliar Franz Dietl.
O lema do Bispo, Spera in Domino et fac bonum ("Confia no Senhor e faze o bem") vem do Livro dos Salmos (Sl 37,3). Seu brasão episcopal mostra o mouro de Freising no escudo, a figura heráldica tradicional da Arquidiocese de Munique e Freising. O sol radiante dourado ao lado do mouro é um símbolo de esperança; o monograma de Cristo colocado embaixo pretende simbolizar o centro de todo o ser e representa Jesus Cristo como a base de toda esperança. As cores preto, dourado e vermelho no brasão referem-se às cores do brasão da Arquidiocese de Munique e Freising, bem como às cores do brasão da cidade de Freising, local de nascimento de Wolfgang Bischof.
Logo em seguida, a 20 de abril, se tornou cônego da catedral. Em 1º de março de 2011, Monsenhor Bischof foi nomeado Vigário Episcopal para a Região Sul da Arquidiocese. Ele continuou o projeto "Dando um Futuro à Fé" até sua conclusão em dezembro de 2010. Desde 2010, é o representante da Conferência Episcopal de Freising para questões de mulheres na igreja e na sociedade e na Conferência Episcopal Alemã (DBK), ele é um membro da Comissão Pastoral (III) e da Sub-Comissão Mulheres na Igreja e na sociedade desde 2011.
Desde 2011, ele é presidente do grupo de projeto "Sacerdotes e Leigos" no processo de diálogo da DBK com o Comitê Central dos Católicos. Ainda em 2011, se tornou Comissário de Capelania Policial e Trabalho Policial nas Forças Policiais Estaduais. Desde 2012, Bischof é presidente do Conselho Consultivo da Câmara de Competências da Mídia da Conferência Episcopal Alemã e membro do conselho de supervisão do Instituto para a Promoção de Jovens Jornalistas (IFP). Bischof é presidente do Gabinete dos Peregrinos Bávaros desde 2012, Representante dos Peregrinos da Arquidiocese de Munique e Freising e Presidente do Conselho de Curadores da Fundação Peregrinos de São Tiago.
Desde 2016, ele é o representante da Conferência Episcopal Alemã para a Pastoral Católica na Polícia Federal. Em 2022, assumiu também como Representante da Conferência Episcopal de Freising para a Capelania Policial Católica na Baviera.
No final de abril de 2018, Bischof criticou o Ministro-Presidente da Baviera, Markus Söder, por seu decreto ordenando a instalação de cruzes em todos os escritórios governamentais do Estado Livre da Baviera a partir de junho de 2018. Söder levou vários dias para admitir que a cruz era um símbolo religioso. Bischof acusou o Ministro-Presidente de se concentrar demais na chamada "identidade bávara". No entanto, a cruz "não era um símbolo da Baviera e certamente não era um logotipo de campanha eleitoral ".
Monsenhor Bischof foi transferido da Região Sul para Vigário Episcopal para a Região Pastoral do Norte da Arquidiocese de Munique e Freising em 9 de abril de 2023.

## Links da Web
- Wolfgang Bischof no Instagram
- Einzug zur Bischofsweihe Wolfgang Bischof auf YouTube
- Bischofsweihe Wolfgang Bischof auf YouTube